# Lepthyphantes tamara
Lepthyphantes tamara este o specie de păianjeni din genul Lepthyphantes, familia Linyphiidae, descrisă de Chamberlin și Ivie, 1943. Conform Catalogue of Life specia Lepthyphantes tamara nu are subspecii cunoscute.